# Hahn (Waffe)
Als Hahn wird das Bauteil einer Feuerwaffe bezeichnet, das nach der Betätigung des Abzuges, mit dem es über eine Mechanik verbunden ist, wie ein Hammer wirkt und hierdurch den Schuss auslöst.

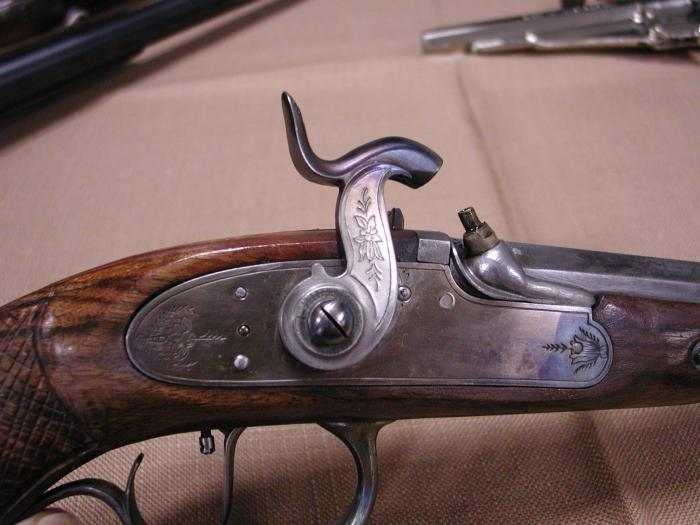
Hahn einer Perkussionswaffe in Laderast.

## Historische Entwicklung
Frühe Handfeuerwaffen waren zunächst nicht mit einem Hahn ausgestattet. Da sie als Handrohr häufig auf Festungsmauern zum Einsatz kamen, wurden dort glimmende Lunten oder auch glühender Eisendraht in Kohlenbecken bereitgehalten, mit denen die Schützen das Pulver im Zündloch der Waffe entzünden konnten. Sobald Feuerwaffen auch auf dem Schlachtfeld oder bei der Jagd zum Einsatz kamen, wurde diese Art der Zündung unpraktikabel, da die Bedienung der Waffe im freien Gelände höchst umständlich zu bewerkstelligen war. Mit der Einführung des Luntenschlosses wurde eine Mechanik in die Waffe integriert, mit deren Hilfe sich eine glimmende Lunte in ein, jetzt seitlich am Lauf der Waffe angebrachtes, Pfännchen absenken ließ. Der Teil der Mechanik der sich in die Pulverpfanne senkte und an dessen Ende die Lunte eingeklemmt war, wurde, vermutlich aufgrund seiner gekrümmten Form und die, an ein pickendes Huhn erinnernde, Bewegung, als Hahn bezeichnet.
Bei den späteren Steinschlosswaffen diente der Hahn zur Aufnahme eines speziell abgerichteten Stückes Silex, welches durch den Hahn auf ein gehärtetes Stahlblech geschlagen wurde. Die hierdurch ausgelösten Funken zündeten jetzt das Pulver in der Zündpfanne.
Beim Perkussionsschloss wirkt der Hahn als Hammer, der das auf das Piston aufgesteckte Zündhütchen, zur Explosion bringt, was dann letztendlich den Schuss auslöst.
Mit der Einführung von moderner Patronenmunition wurde der Hahn entbehrlich. Bei modernen Waffen mit Hahn, schlägt dieser häufig auf das hintere Ende eines Metallstiftes auf. Dieser wird als Schlagbolzen bezeichnet und überträgt die Energie des Hahns auf das Anzündhütchen, wodurch sich der Schuss löst. Bei einigen modernen Waffen, wie z. B. bei vielen Revolvern, schlägt der Hahn hingegen unmittelbar auf das Anzündhütchen der Patrone auf.
Bei vielen Waffenentwicklungen ab dem Ende des 19. Jhd. wurde vollständig auf einen Hahn verzichtet. Der Schlagbolzen ist hier im Inneren der Waffe vorgespannt und wird durch das Betätigen des Abzuges aus seiner Arretierung freigegeben.

## Vor- und Nachteile von modernen  Waffen mit und ohne Hahn
Durch das Vorhandensein eines Hahnes an einer Waffe besteht die Gefahr, dass der, an der Waffe hervorstehende Hahn unabsichtlich gespannt wird. Die vorher relativ sichere Waffe kann hierdurch leichter, oder überhaupt erst schussbereit werden. Dies gilt nicht für innenliegende Hähne.
Bei vielen Schusswaffen ohne Hahn ist der Zustand der Waffe nicht immer sofort zu erkennen. Ein gespannter Hahn zeigt dem Benutzer einer Waffe sofort an, dass von dieser eine unmittelbare Gefahr ausgeht. Sofern keine anderen Mechanismen an der Waffe vorhanden sind, muss dies bei Waffen ohne Hahn häufig erst überprüft werden.
Das Vorspannen des Hahnes versetzt eine Waffe durch die Verringerung des Abzugswiderstandes, in eine erleichterte Feuerbereitschaft. Beim Vorhandensein einer Double Action Mechanik ist eine Waffe bei ungespanntem Hahn ebenso schnell Feuerbereit, wie bei gespanntem Hahn. Ungespannte Waffen mit Hahn sind häufig wesentlich weniger anfällig für Schüsse, die sich unbeabsichtigt lösen, als Waffen ohne Hahn.

## Trivia
Obwohl die überwiegende Menge der modernen Jagdwaffen über keinen Hahn mehr verfügt, wird das Signal zum sofortigen Einstellen der Schussabgabe bei Gesellschaftsjagden bis heute als „Hahn in Ruh!“ bezeichnet.